# Andrea Matteo Palmieri
Andrea Matteo Palmieri (Nápoles, c. 1493 - Roma, 20 de enero de 1537) fue un eclesiástico italiano. 

## Biografía
Nacido en el seno de una familia noble del reino de Nápoles que había dado destacadas personalidades a la política y al clero italianos, en 1518, con dispensa por no haber cumplido todavía la edad requerida, su tío Vincenzo le transfirió el arzobispado de Acerenza y Matera, que diez años después cedería a su hermano Francesco.
Clemente VII le creó cardenal con título de San Clemente en el consistorio de noviembre de 1527 celebrado durante el saco de Roma.  
En distintos periodos fue administrador de las diócesis de Conza, Sarno, Lucera, Policastro y Conserans, protector de Rávena, camarlengo del colegio de cardenales y elector en el cónclave de 1534 en que fue elegido papa Paulo III.

A finales de 1536 el emperador Carlos V le nombró gobernador de Milán en sustitución del fallecido Antonio de Leyva, pero murió a principios del año siguiente en Roma a los 44 de edad antes de haber tomado posesión del cargo.  Fue sepultado en la iglesia de Santa Maria del Popolo.